# Office (film, 2015)
Ne doit pas être confondu avec Office (film).
Pour les articles homonymes, voir Office (homonymie).
Pour plus de détails, voir Fiche technique et Distribution.
Office (hangeul : 오피스 ; RR : Opiseu) est un thriller slasher sud-coréen réalisé par Hong Won-chan, sorti en 2015.

## Fiche technique
- Titre original : 오피스
- Titre international : The Office
- Titre français : Office
- Réalisation : Hong Won-chan
- Scénario : Choi Yoon-jin
- Décors : Shin Yu-jin
- Costumes : Ji-young Shin
- Photographie : Park Yong-su
- Montage : Kim Sun-min
- Musique : Kim Tae-seong
- Production : Choi Yoon-jin
- Société de production : Film Blossom
- Société de distribution : Little Big Pictures
- Pays d’origine :  Corée du Sud
- Langue originale : coréen
- Format : couleur
- Genre : thriller slasher
- Durée : 111 minutes
- Date de sortie :
  - France : 18 mai 2015 (Festival de Cannes)
  - Corée du Sud : 3 septembre 2015

## Distribution
- Go Ah-sung : Lee Mi-rye
- Park Sung-woong : Choi Jong-hoon
- Bae Sung-woo : Kim Byeong-gook
- Kim Eui-sung : Kim Sang-gyoo
- Ryu Hyun-kyung : Hong Ji-seon
- Lee Chae-eun : Yeom Ha-yeong
- Son Soo-hyeon : Sin Da-mi
- Park Jung-min : Lee Won-seok
- Oh Dae-hwan : Jeong Jae-il
- Ki Joo-bong : le patron

## Accueil
Office est sélectionné dans la catégorie « Séances de minuit » et projeté le 18 mai 2015 au Festival de Cannes, avant la sortie nationale en Corée du Sud dès le 3 septembre 2015.

## Distinctions

### Récompense
- KOFRA Film Awards 2015 : Prix de découverte

### Nominations
- Festival de Cannes 2015 - « Séances de minuit » : Caméra d'or
- Blue Dragon Film Awards 2015 : Meilleur acteur dans le second rôle pour Bae Seong-woo